# Полетковци
Полетковци (болг. Полетковци) — село в Болгарии. Находится в Видинской области, входит в общину Кула. Население составляет 58 человек.

## Политическая ситуация
Полетковци подчиняется непосредственно общине и не имеет своего кмета.
Кмет (мэр) общины Кула — Марко Петров Петров (Болгарская социалистическая партия (БСП)) по результатам выборов в правление общины.